# Лепський Орест Сергійович
Орест Сергійович Лепський (нар. 3 травня 2006, Рівне, Україна) — український футболіст, правий вінґер юнацького складу рівненського «Вереса».

## Життєпис
Народився в Рівному. Вихованець академії місцевого «Вереса». У ДЮФЛУ окрім вище вказаного клубу захищав кольори також столичного «Атлета», а в юнацькому чемпіонаті Рівненської області — ОДЕКа. Починаючи з сезону 2022/23 років виступав за «Верес» у юнацькому чемпіонаті України. Вперше до заявки першої команди рівнян потрапив 26 серпня 2024 року на переможний (1:0) виїзний поєдинок 4-го туру Прем'єр-ліги України проти ковалівського «Колосу», але на полі так і не з'явився. На професійному рівні дебютував 7 грудня 2024 року в програному (0:5) виїзному поєдинку 16-го туру Прем'єр-ліги України проти львівських «Карпат». Орест вийшов на поле на 84-й хвилині замість бразильця Луана.